# 6386 Keithnoll
6386 Keithnoll è un asteroide areosecante. Scoperto nel 1989, presenta un'orbita caratterizzata da un semiasse maggiore pari a 2,2712426 UA e da un'eccentricità di 0,3013566, inclinata di 8,73386° rispetto all'eclittica.